# Eucyclotoma
Eucyclotoma là một chi ốc biển, là động vật thân mềm chân bụng sống ở biển trong họ Conidae.

## Các loài
Các loài thuộc chi Eucyclotoma bao gồm:
- Eucyclotoma albomacula Kay, 1979[2]
- Eucyclotoma bicarinata (Pease, 1863)[3]
- Eucyclotoma carinulata (Souverbie, 1875)[4]
- Eucyclotoma cingulata (Dall, 1890)[5]
- Eucyclotoma fusiformis (Garrett, 1873)[6]
- Eucyclotoma hindsii (Reeve, 1843)[7]
- Eucyclotoma inquinata (Reeve, 1845)[8]
- Eucyclotoma lactea (Reeve, 1843)[9]
- Eucyclotoma stegeri (McGinty, 1955)[10]
- Eucyclotoma tricarinata (Kiener, 1840)[11]
- Eucyclotoma trivaricosa (Martens, 1880)[12]
- Eucyclotoma varicifera (Pease, 1868)[13]